# Krzysztof Gonet
Krzysztof Józef Gonet (ur. 1 marca 1957) – polski samorządowiec i urzędnik, w latach 1990–1998 prezydent Nowej Soli.

## Życiorys
Ukończył magisterskie studia inżynierskie. 1 marca 1990 z poparciem Komitetu Obywatelskiego „Solidarność” objął funkcję prezydenta Nowej Soli po rezygnacji Kazimierza Kęsa. Utrzymywał ją po wyborach z 1990 i 1994, jesienią 1998 zastąpił go Tadeusz Gabryelczyk. W 2002 wybrany do rady miejskiej z listy KW Koalicja Prawicy. Później pracował m.in. jako główny inspektor ds. ochrony danych osobowych w nowosolskim magistracie.
W 1997 odznaczony Medalem Za Ofiarność i Odwagę.